# Westerholter Kirche

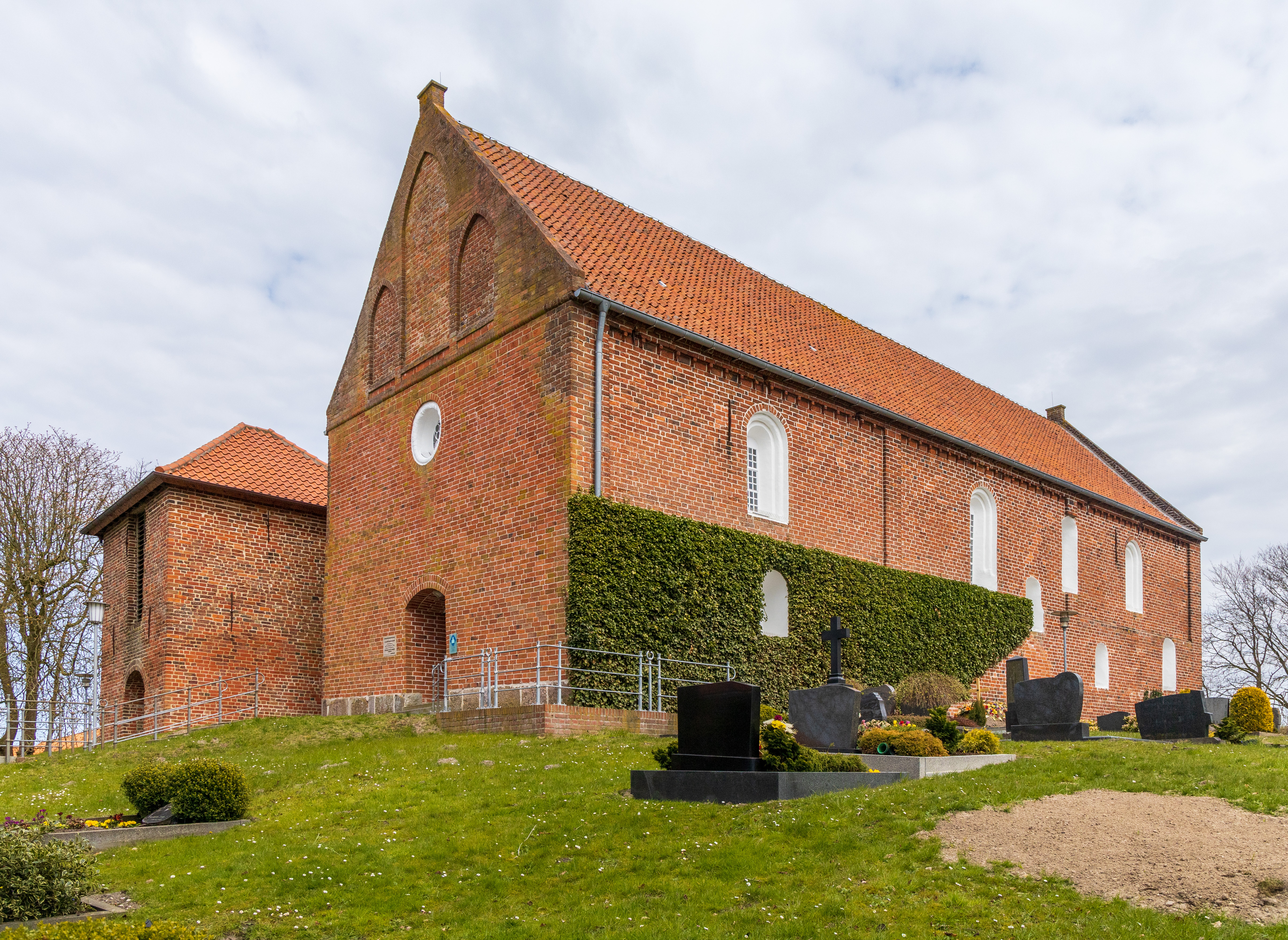
Westerholter Kirche

Die evangelisch-lutherische Westerholter Kirche im Hauptort der Gemeinde Westerholt, einem Teil der Samtgemeinde Holtriem in Ostfriesland, ist eine Saalkirche mit separat errichtetem Glockenturm. Sie wurde um 1250/1270 mit einer Apsis errichtet, die nicht erhalten ist, und im 15. Jahrhundert stark befestigt worden war. Seit 2009 heißt die Kirche in Westerholt Friedenskirche.

## Geschichte
Die Kirche wurde zwischen 1250 und 1270 auf einer künstlich aufgeschütteten etwa fünf Meter hohen Warft am alten Heer- und Postweg von Norden nach Esens errichtet. Ursprünglich nannte man sie aufgrund ihrer freien Lage zwischen den Dörfern Terheide und Westerholt auch Elende Kirche. Der ursprüngliche Schutzpatron der Kirche ist unbekannt.
Seit dem 13. Jahrhundert war Westerholt mit seiner Kirche Hauptort des gleichnamigen Kirchspiels. Dieses war der Propstei Ochtersum im Bistum Bremen angegliedert. Im späten 15. Jahrhundert wurde sie von Hero Ohmken zur Wehrkirche ausgebaut und diente, mit Wehranlagen umgeben, der örtlichen Bevölkerung als Schutzburg und als Basis der Harlinger Häuptlinge in ihren Auseinandersetzungen mit den ostfriesischen Grafen. Im späten Mittelalter gehörte das Kirchspiel zum Harlingerland.
Im Zuge der Sächsischen Fehde wurde die Wehrkirche im Jahr 1496 durch ostfriesische Truppen des Grafen Edzard I. belagert, nachdem sich in der Kirche Harlingerländer verschanzt hatten. Da die Verteidiger nicht aufgaben, ließ Graf Edzard die Kirche stürmen und die 180 Mann starke Besatzung nach Aurich abführen. So gelangte das Kirchspiel kurzzeitig in den Herrschaftsbereich des ostfriesischen Grafen, der hier umgehend die Reformation einführte. Nachdem der katholische Verbündete Balthasar von Esens das Gebiet zurückerobert hatte, begann die Gegenreformation, die jedoch nach dessen Tod im Jahre 1538 wieder gestoppt wurde. Seither ist die Gemeinde evangelisch.
Um 1800 war die ursprüngliche Apsis so baufällig, dass sie abgerissen wurde. Übrig blieben zwei Mauerstümpfe an der Ostwand. Im Laufe der Jahrhunderte wurden auch die ursprünglichen Eingänge der Kirche vermauert, zwei rundbogige Portale mit Rahmungen aus Quadern mit einfachem rechteckigen Rücksprung. Heute erfolgt der Eingang durch ein neues Westportal.

## Baubeschreibung

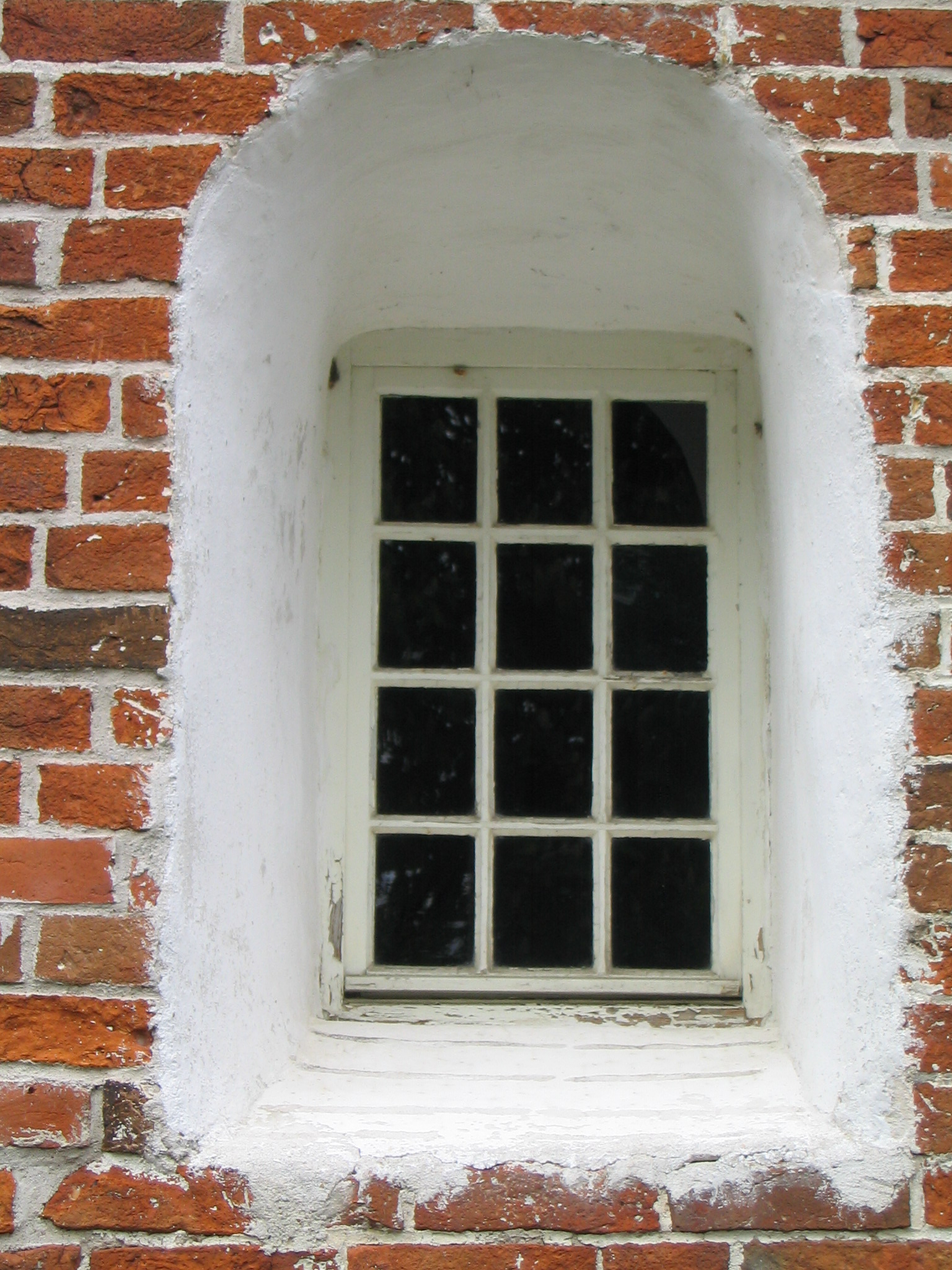
Hagioskop der Friedenskirche (Südseite / außen / westl.)

Die Kirche weist eine Länge von 28,1 Metern und eine Höhe von 7 Metern auf. Ihre Mauern ruhen auf großen Granitquadern und sind bis 1,25 Meter stark. Sie wurde aus Backsteinen auf einem bündigen Quadersockel erbaut. Beim Bau wurden Backsteine im Klosterformat verwendet, die in einem wilden Verband mit Viertelsteinen verbaut wurden. Die Längsseiten der Kirche sind durch drei Rundbogenfenster gegliedert, die außen einen eingelegten Rundstab, innen einen rechteckigen Rücksprung haben. Auf der Südseite wurden vier neue Fenster in unregelmäßigen Abständen eingebrochen, vorhanden sind auch noch zwei nachträglich geöffnete Hagioskope. In halber Mauerhöhe setzten an den Ecken und zwischen den Fenstern Mauerblenden (Lisenen) an, ein Konsolfries aus gekehlten Viertelsteinen bildet den oberen Mauerabschluss. Im mit Spitzbogenblenden geschmückten Westgiebel ist ein Ochsenauge (Okulus) eingelassen.

## Ausstattung

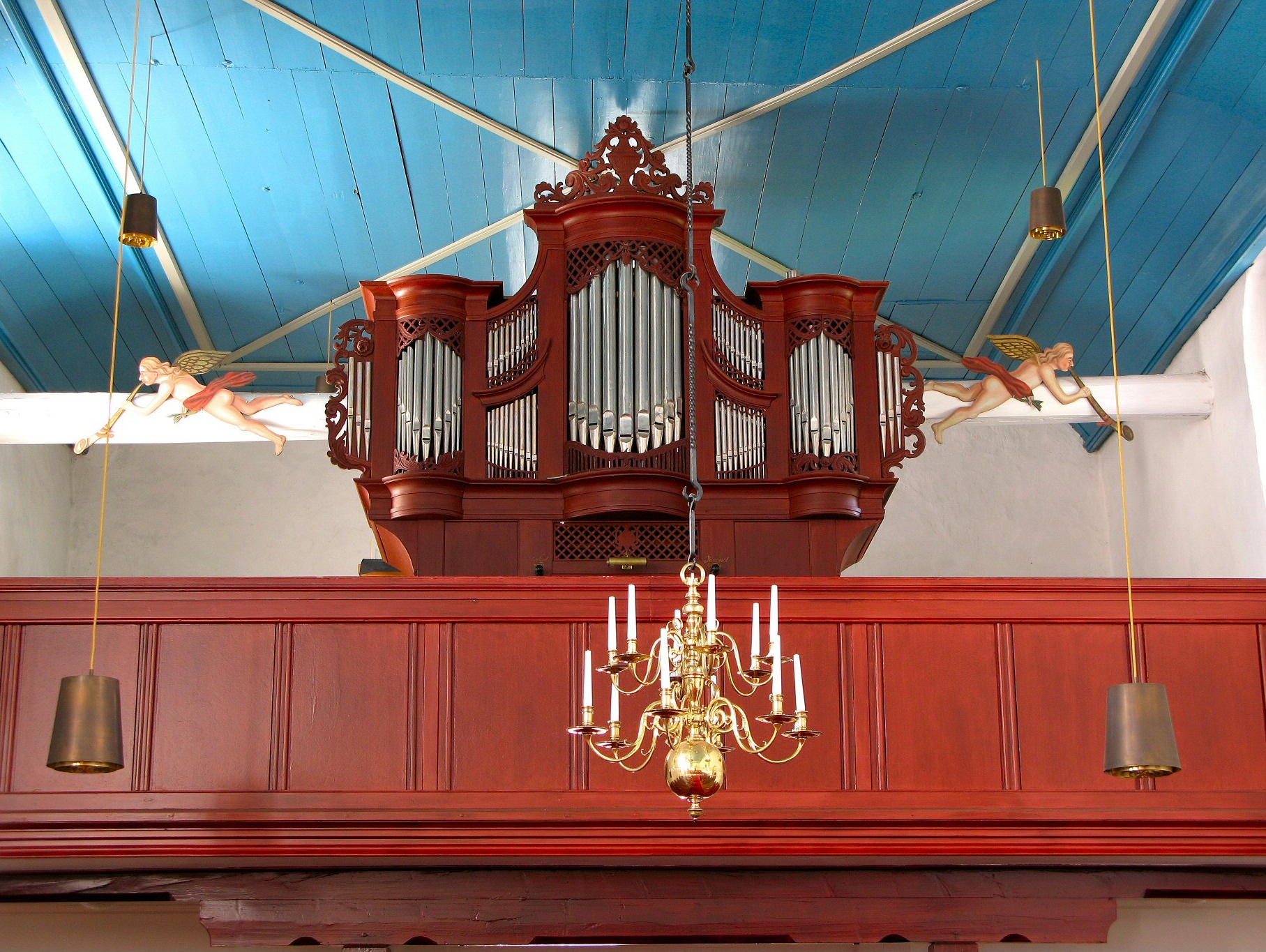
Rohlfs-Orgel von 1842

Die Ausstattung der Kirche ist von überregionaler kunsthistorischer Bedeutung. Die hölzerne Kanzel zählt zu den ältesten in Ostfriesland. Sie ist mit einem spätgotischen Faltwerk aus dem 16. Jahrhundert versehen und wird von einem Wappen geziert, vermutlich dem Wappen eines ostfriesischen Häuptlings- oder Fürstenhauses. Der Schalldeckel wurde im 18. Jahrhundert zugefügt.
An der Südwand der Kirche sind Reste mittelalterlicher Malerei sichtbar. Von der weiteren ursprünglichen Ausstattung der Kirche ist nichts erhalten.

## Orgel
Die Kirchenorgel wurde vom Esenser Orgelbauer Arnold Rohlfs in den Jahren 1840–1842 errichtet. Beim Einbau der Orgel wurde eine Wand abgerissen, die quer durch die Kirche führte und auf der 12 Apostel-Statuen standen. Über den Verbleib der Statuen ist nichts bekannt. Der Standort der Orgel war zunächst eine Empore vor dem Chor im Osten. Durch die Orgel sind Chor und Altar verdeckt hieß es in der Kirchenbeschreibung von 1860. Um 1900 wurde die Empore mitsamt der Orgel auf die Westseite versetzt. Die einmanualige Orgel mit angehängtem Pedal und acht Registern ist weitgehend erhalten und wurde 1988/89 von Martin Haspelmath restauriert. Die Disposition lautet wie folgt:
| I Manual C–d3 |    |
| Gedact        | 8′ |
| Flötetraverse | 8′ |
| Principal     | 4′ |
| Rohrflöte     | 4′ |
| Nassat        | 3′ |
| Octav         | 2′ |
| Mixtur III    |    |
| Trompete B/D  | 8′ |

| Pedal C–d1 |
| angehängt  |

- Koppeln: I/P